# Гуанг-ву (династија Хан)
Гуанг-ву Ди или цар Гуанг-ву (кин: 光武皇帝; пин: Guāngwǔ huángdì; 15. јануар 5. п. н. е. Сјангјанг — 29. март 57, Луојанг) био је први цар Кине из династије Источни Хан (25—57).
Рођен је као далеки рођак владајуће династије Хан, коју је ускоро потом свргнуо Ванг Манг оснивајући своју династију Син. У почетку великодостојник на царевом двору, Гуанг-ву се прикључио побунама против Ванг Манга, које су се после његовог убиства претвориле у грађански рат. Изашавши као победник из рата, Гуанг-ву је обновио власт династије Хан. Услед претходних побуна престоница Чанган била је уништена, па је изабрао за престоницу Луојанг, град на истоку, у провинцији Хенан. Због тога се династија Хан од тог тренутка назива и Источни Хан (кин: 东汉; пин: Dōng Hàn). Гуанг-ву је повратио све територије царства, и попут његових претходника, наставио да подржава конфучијанско учење и реформише земљу. Затим је и проширио државу, освојивши и учврстивши се у деловима источне и средње Азије.

## Имена
Име по рођењу цара Гуанг-ву било је Лију Сју (кин: 刘秀; пин: Liú Xiù). Сходно кинеској традицији, за њега се користе постхумно име и храмовно име, док је сам владар користио владарска имена. Цару Гуанг-вуу додељено је храмовно име Ши-цу (кин: 世祖; пин: Shìzǔ), давано владарима који су успешно наставили дела својих предака и унапредили државу. Постхумно име му је управо било цар Гуанг-ву, у дословном значењу настављач и војнички. По овом имену се у историји и наводи. Током своје владавине цар Гуанг-ву је користио два владарских имена, тј. имена ере, Ђијен-ву (кин: 建武; пин: Jiānwǔ; 25—56) и Ђијен-ву-џунг-јуан (кин: 建武中元; пин: Jiānwǔ Zhōngyuán; 56—57).

## Порекло и младост
Лију Сју је рођен 15. јануара 5. п. н. е. на простору данашњег Сјангјанга као син Лију Ћина и Фан Сјандоу. Лију Ћин је био наврунук цара Ђинга из династије Хан (владао 157—141. п. н. е.), далеки рођак тадашњег цара Аија. Фан Сјандоу је била изданак породице Фан, која је према Хоу Хан шуу:
Генерацијама обрађивала земљу и успешно се бавила трговином... Један члан ове породице Фан Џунг водио је свој посед тако да се ништа није бацало. Слугама и робовима давао је послове који су могли да ураде. Због тога су сви они давали све од себе тако да се њихово богатство сваке године удвостручавало. Своје поседе проширио је на више од 300 ћинга. Све куће које је изградио имале су велике дворане и раскошне одаје. Своја поља наводио је из резервоара и канала, његови рибњаци били су пуни рибе, а поља пуна стоке. Све што је затражио, он је одмах и добио.
Још док је Лију Сју био јако млад, сву власт у Кини је приграбио Ванг Манг, прво као регент, а од 8. н. е. као цар, оснивајући династију Син. Стварање нове династије није довело ни у каквав неповољни положај чланове, сада већ бившег, царског клана. Тако да је Лију Сју постао великодостојник у служби Ванг Манга.

## Члан Љулина
Ванг Манг је национализовао сву земљу у држави и поделио је сељацима, цене утврдио на разумном нивоу и преузео производњу и расподелу различитих сировина, између осталих гвожђа и соли. Његове идеје постале су непопуларне међу припадницима виших класа, па је формиран савез феудалаца — Љулин. Опрезан и мудар, Лију Сју се прикључио савезу тек када је серија сељачких побуна захватила Кину. Са њим се придружио и његов брат Лију Јан, који се истакао као генерал наносећи низ пораза царској војсци.
Остале побуњеничке вође биле су љубоморне на популарност Лију Јана, који се наметнуо за једног од главних кандидата за новог цара обновљене династије Хан. Стога су дале предност његовом рођаку Лију Сјуану, који се почетком 23. године прогласио за цара по имену Генгши, кога је Лију Јан невољно признао. Почетком лета 23. године дошло је до одлучујуће битке код Кунјанга, где се Лију Сјуова војска Љулина сударила са војском династије Син. Погибија генерала изазвала је потпуно растројство у Ванг Манговој царској војсци и, упркос њеној огромној бројчаној надмоћи, њено повлачење. Како су сељачке побуне исрцпеле ресурсе династије Син, пут према престоници био је отворен. Људи су почели масовно да се прикључују снагама Љулина. Затим је 4. октобра у самој престоници Чангану букнуо устанак, у коме је два дана касније страдао и Ванг Манг.
Уследио је грађански рат. Генгши се није показао као довољно способан владар. Његово параноично погубљење Лију Јана само је изазвало раздор у његовим редовима. Затим није успео да нађе заједнички језик са Црвеним обрвама (Чимеи), савезом побуњених сељака, које су 24. године за цара истакле малолетног Лију Пенција, који је као такав био само марионета у њиховим рукама. Наредне године, уследиле су побуне у самим редовима Љулина, у којима је учествовао и Лију Сју. Црвене обрве су затим поразиле и заробиле Генгшија, а потом га задавиле. За новог цара од стране Љулина био је проглашен Лију Сју.

## Обнова династије Хан
Престоница Чанган био је уништен, тако да је Гуанг-ву изабрао за своју престоницу Луојанг, град на истоку, у данашњој провинцији Хенан. Династија Хан коју је обновио се због тога назива и Источни Хан (кин: 东汉; пин: Dōng Hàn). Дошавши на власт, цар Гуанг-ву се нашао као владар само једног дела територије дотадашње династије Син, која се била распала на велики број међусобно сукобљених државица. Од њих су му највећи ривал биле Црвене обрве. Међутим, њихова неспособност да управљају територијама под својом контролом окренула је народ против њих, што их је натерало да се повуку и покушају вратити у своју постојбину на територији Шандунга и северног Ђангсуа. Гуанг-ву им је блокирао пут назад, што је 27. године узроковало њихову предају. Победник, цар Гуанг-ву, поштедео је живот њиховом доташњем цару-марионети Лију Пенцију, који је у том тренутку имао само 17 година и више пута пре тога покушавао да абдицира.
Гуанг-ву је затим развио живу војну и дипломатску активност са циљем да поново уједини Кину. Одневши победу над државом Когурјо, до 30. године обновио је посрнулу кинеску власт у Кореји. Године 36. падом Ченгдуа, под влашћу Источног Хана била је уједињена читава територија којом је претходно управљала династија Западни Хан и Син. За разлику од већине оснивача династије, цар Гуанг-ву није дао погубити војсковође или службенике заслужне за његов долазак на власт.

## Спољна политика
Пошто је ујединио под својом влашћу све територије које је држала династија Западни Хан, цар Гуанг-ву је кренуо у проширење територија царства. Проширио је царство на југозапад, учврстивши своју власт у источној Азији. Војни походи цара Гуанг-вуа вођени су од стране способних команданата, али цар није имао на располагању добре стратеге. Уместо тога је сам водио ратне операције и то са свог двора, показујући изврсну способност да предвиђа потезе противника и ток догађаја. Затим су краљ Шаншана и други краљеви Западних области послали писмо цару, којим су тражили да им пошаље генерала-заштитника у Западне области. Одговоривши потврдно на њихов захтев, Гуанг-ву је учврстио власт Источног Хана и у средњој Азији.

### Односи са Јапаном
За време цара Гуанг-вуа додатно су унапређени односи Кине и Јапана, који су били успостављени за време Западног Хана. По свој прилици, већ с почетком Гуанг-вуове владавине, могло се директно путовати од Шандунга преко мореуза Цушима до залива Хаката. Сангуо џи описује овај пут на следећи начин:
Ва народ живи на океану југоисточно од војног заповедништва Даифанг. Њихов главни град налази се на острву. Тамо је постојало више од 100 држава. За време династије Хан, они су долазили у царску посету, а ми смо слали емисаре у 30 различитих држава. Одавде до Ва мораш ићи морском обалом, проћи краљевство Хан ићи понекад на југ, а понекад на исток док најзад не дођеш до северне обале, до краљевства Гоујехан. После 7.000 лија прво прелазиш океан, а после 1.000 лија стижеш у Цушиму... На југу је краљевство Јаматај којим влада краљица... Од овог војног заповедништва до земље којом влада краљица, има 12.000 лија. Овде сви мушкарци, без обзира на старост, боје лице и тетовирају тела.
Године 57. нове ере краљ државе Вану, која се налазила јужно од државе Ва, послао је емисаре на двор Источног Хана с даровима из његове земље. Цар Гуанг-ву узвратио је слањем царских инсигнија, печата и кићанки. Године 1784. јапански сељаци су на Шиканошими случајно пронашли четвртасти метални печат из династије Хан. На печату је писао „Краљ Вануа, од Хана”, па је можда управо онај печат који је послао цар Гуанг-ву.

## Реформе
Гуанг-ву је прихватио као владајућу идеологију многе Ванг Мангове методе, али је на подручју националне привреде водио изразито реалистичку политику. Укинуо је Ванг Мангов новац, одстранивши тако конфузију коју је он стварао, и вратио новац од пет шуа, олакшавајући тако обнову привреде и друштва. Извршио неке промене у локалној власти. Између осталог, уклонио је нека локална административна надлештва, а касније је нека и додао. Хоу Хан шу говори да се цар бавио претежно „чиновничким стварима”. Стари кинески историчари ову појаву називају бирократизација. Фан Је у свом делу Хоу Хан шу каже како је то имало за последицу да су „службеници су били вешти и строги у вршењу власти”. Чиновничка апарат је поново оживео. Секретаријат је био састављен готово искључиво од чиновника, а „на важне положаје у војним заповедништвом и краљевинама постављани су обични службеници”. Због тога историчари говоре да је Гуанг-ву усвојио начин владавине цара Сјуена, и да су „после рестаурације Хана цареви примењивали само законе цара Сјуена”.

### Указ о ропству
Године 26. Гуанг-ву је издао царски указ којим се робови ослобађају. До 38. године, он је издао шест царских указа. У ослобођене робове, поред осталих, сврставале су се „жене које су се преудале, деца која су продата”, као и чиновници који су за време Ванг Мангове владавине били заробљени и претворени у робове. У Указу, поред осталог, стоји да ће сви они који прекрше његове одредбе и одбију да ослободе робове буду кажњени у складу са Законом о заробљавању људи. У фебруару, августу и октобру 35. године цар Гуангву је издао три указа који забрањују лоше поступање према робовима. У једном указу стоји:
Од свих бића на Небу и Земљи, људи су најплеменитија врста. Онај ко убије женског или мушког роба нека не очекује да ће му казна бити ублажена.
Други Указ проглашава да ће „свако ко се усуди да врелим гвожђем жигоше своје мушке и женске робове бити осуђен по закону, а да ће жигосане особе бити ослобођене”. У октобру исте године издао је указ којим укида Закон о јавном погубљењу мушких и женских робова који су неког устрелили или ранили.
Укази и политика ослобађања робова и забрана лошег поступања према њима указују на прогресивније и просвећеније схватање вредности и достојанства људског бића. Ово је имало позитивно дејство на стабилизацију друштвеног поретка и развој друштва и привреде.

## Конфучијанске расправе
Расправе између присталица Гулијангове и Цуоове школе, са једне стране, и Гунгјангове школе, са друге стране, као и сукоби између учењака Старих и Нових класика прожимале су конфучијанско учење и политику и у периоду цара Гуанг-вуа. Унутар заједнице конфучијанских учењака, доминација Гунгјангове школе нарочито у овом преиоду означила је крај расправа о мерама за исправљање грешака из прошлости. Дунг Џунгшуова теорија о васпитању и преображавању људи путем неговања врлине установљена је на конфучијанским учењима из времена пре династије Ћин. Она је пружила нови теоријски темељ за даљи развој конфучијанских студија и политике у наредним династијама и наставила да утиче на читав ток културне интеграције, засноване превасходно на конфучијанској мисли.

### Царски универзитет и оспоравањеЦуоових коментара
Када је обновио Царски универзитет 25. године цар Гуанг-ву укинуо је предавања Старих класика и отпустио Ванг Мангове професоре, а обновио институције Западног Хана. Управитељ Царског секретаријата Хан Син (умро 39. н. е.) поднео је 27. године петицију цару у којој је предложио да се поставе предавачи за Феи Џијеву верзију Класичне књиге промена и Цуоове коментаре. Цар је издао указ којим је прихватио овај предлог и још исте године поставио је професоре да предају Ђинг Фангово тумачење Класичне књиге промена. Указ је покренуо други круг расправе између две групе учењака. Заступник Нових класика, Фан Шенг (на врхунцу од 20. до 60. н. е.) рекао је:
Цуоови коментари не потичу од Конфучија. Они су дело Цуо Ћијуминга, човека који није био Конфучијев ученик. Његово учење ранији цареви нису сачували, па нема разлога да се овај текст прихвати.
Хан Син и његове присталице побијали су ове тезе, тврдећи како је „Велики писар Сима Ћен често цитирао Цуоове коментаре”. Фан Шенг је онда поднео петицију у којој се указује на 14 грешака у књизи. У другој петицији, он је „оптужио Сима Ћена да противречи садржају Пет класика, да изврће Конфучијеве речи, па је набројао 31 догађај који Цуоови коментари није требало да помену”. Чен Јуен (на врхунцу од 27. до 40. н. е.), учењак Старог текста, одговорио је тезом по којој Фан Шенг „налази грешке у Цуоовим коментарима и притом поништава све њене заслуге”. Осим тога, додао је како је састављач Цуоових коментара, Цуо Ћијуминг, „био изузетно моралан човек” и да „иако је лично од Конфучија добијао поуке, ипак су Гунгјангови и Гулијангови коментари били пренети на потомство”. Због тога је тврдио да Цуоови коментари представљају званично признату верзију. Фан Шенг је учествовао у низу од десет дискусија о том питању, и најзад на предлог учењака Старих класика, цар Гуанг-ву је предност дао Цуоовим коментарима, а за њеног предавача поставио Ли Фенга 28. године. У дворским круговима дошло је до великог отпора и неслагања том одлуком. Под притиском околине, цар Гуангву је после смрти Ли Фенга је отпустио предаваче за Цуоове и Гулијангове коментаре, а оставио је само професоре Гунгјангових коментара.
Од тог тренутка постојало је 14 професорских места, који су били познати под називом институција од 14 професора за класике Новог текста. Обухватали су: Шијева, Менгова, Лијангћијуова и Ђинг Фангова проучавања Класичне књиге промена, Оујангова и дела Старијег и Млађег Сијахоуа у вези с Класичном књигом докумената; и Ханова тумачења Класичне књиге песама из Ћија и Луа; текстове Старијег и Млађег Даија о древним обредима и Јен школа тумачења Гунгјангових коментара. Услов да неко постане професор био је да буде старији од 50 година, да се морално понаша, да је упућен у конфучијанске класике, да нема телесних повреда, да није болестан и да потиче из породице беспрекорне репутације. Професори су често бирани путем испита. У то време су нпр. Фу Гунг (5. п. н. е.—84. н. е.) и Џанг Сјуен постављени за професоре тек пошто су постигли најбоље резултате на испиту којим је председавао сам цар. Ли Фенг је био постављен за професора јер је на испиту заузео друго место. Постављења су обављана и на основу званичног позива или на основу препорука.
Право да предају посебну науку на царском двору за конфучијанске учењаке било је врло важно, јер је то значило да двор подржава ову теоријску и етичку традицију. Ово је утицало на опстанак и развој одређених теоријских традиција, а било је и политички значајно за исте теоретичаре.
Године 29. цар Гуанг-ву је наредио изградњу Царског универзитета у престоници Луојангу. У року од неколико година учењаци су из свих крајева царства дошли у престони град. Царски универзитет завршен је и отворен тек за време владавине Гуанг-вуовог сина, цара Минга. За време инспекције Царског универзитета цар Гуанг-ву је наредио да у његовом присуству професори поведу расправу о конфучијанским начелима.

### Пророчански текстови
Чен веи или Пророчански текстови такође су одиграли значајну улогу у расправама између две школе. За чен, који су настали још у периоду пре династије Ћин, веровало се да представљају небеске знаке за предвиђање добре или лоше судбине. Настали за време династије Западни Хан, веи или текст потке, представљао је предсказања која су, према веровању конфчијанских учењака, била скривена у конфучијанским класицима. Чен веи је пред крај династије Западни Хан постала систематска теологија. Цар Гуанг-ву је објавио ту чен и установио њихову коначну верзију. Та верзија садржи 81 текст укључујући девет шема Хоангхоа, шест текстова реке Луо, 30 текстова за које верује да су их додали или разрадили девет мудраца, од Жутог цара до Конфучија и 30 „текстова потки” из Седам класика. Чен веи се бави се великим бројем ствари укључујући тумачење Шест класика, тумачење речи, астрономију, календар, географију, древну историју, митове и легенде, правне текстове и институције. Њихова централна мисао и теоријска основа досежу до Дунг Џунгшуове теорије о међусобном деловању неба и људи. Чен веи на основу представља облик учености Новог текста, усмерене на проучавање Гунгјангових коментара. Према конфучијанским учењацима из времена Хана, аутор Анала Пролећа и Јесени и Чен веија био је Конфучије. Према истим учењацима, они треба да буду основа за доношење закона и успостављање институција у држави династије Хан. Једина разлика између ових текстова је у томе што је Конфучије у Аналима Пролећа и Јесени мудрац, док је у Чен веију он схваћен као божанство. У Чунћију веи шуо тици наводе се речи некога ко говори у име Конфучија и каже:
Гунгјанг Гао пренеће књигу коју сам написао.
Према другој причи, државни службеник Џунгли Ји (на врхунцу између 21. и 60. године) нашао је ћуп у сали у којој је Конфучије држао предавања док је боравио у држави Лу. Када је отворио тај ћуп, у њему је нашао комад беле свиле на којем је писао:
Човек који ће саставити моју књигу у будућности јесте Дунг Џунгшу.
Према овој легенди, Конфучије је на овај начин овластио Дунг Џунгшуа да тумачи његове Анале Пролећа и Јесени. Наравно, ово је пример како су учењаци Гунгјангових коментара користили Чен веи да би побољшали сопствени статус.
Захваљујући поверењу и помоћи цара Гуанг-вуа, Чен веи текстови су уживали велико поштовање за време Источног Хана, када су сматрани „тајним класицима”. Познати још и као „Унутрашњи класици”, они су, у погледу ауторитативности, стављани чак и изнад Пет класика. Када се цар Гуанг-ву двоумио око неког питања, он се, да би разрешио своје сумње, ослањао се на Чен веи. Од самог почетка, Чен веи је био у уској вези са проучавањем Класика Новога текста. Захваљујући царевом подстицају, многи учењаци су се бавили проучавањем Чен веија. Фан Су (умро 67), учењак који је припадао Гунгјанговој школи, „користио је чен записе да исправи различита тумачења у Пет класика”. Ли Ју и други стручњаци Новог текста такође су на седницама, одржаваним у Дворани белог тигра, наводи делове Чен веија. Тако је Џенг Сјуен у својој Лијуји лун рекао да се „учењаци Гунгјангове школе се истичу у чену”. Већина учењака упућених у Гулијангове коментаре и Цуоове коментаре, попут већине учењака Старих класика, били су у неповољном положају, јер нису знали много о ту чену, или га нису много уважавали. Једном приликом цар Гуангву је са Џенг Сингом (на врхунцу око 30. н. е.) разговарао о приношењу жртава у предграђу и рекао како жели да донесе одлуке у складу са ченом, на шта је Џенг одговорио како није проучавао чен. Према Хоу Хан шуу, разгневљени Гуанг-ву на то му је рекао:
Ти ниси проучавао чен. Значи ли то да га сматраш погрешним?
Другом приликом, Гуанг-ву је желео да, консултујући пророчански текст, одреди место на коме ће изградити Линг таи. Наишавши на противљење Хуан Тана (23. п. н. е.—56. н. е.), који је тврдио како је чен „не-класични“, цар се силно разбеснео и казао:
Хуан Тан није мудрац, и нема поштовање према законима.
Био је на ивици да Хуан Тана осуди на смрт. Према Ђија Куију, док је цар Гуанг-ву седео на престолу, учењаци Гулијангових и Цуоових коментара протерани су са места академских службеника са образложењем да њихови учитељи ништа нису знали о „шемама и пророчанствима”.

## Градитељски подухвати: Нова престоница Луојанг
Ујединивши Кину цар Гуанг-ву је, зарад нормалног фукционисања земље, био приморан да предузме опсежну обнову или изградњу бројних за државу неопходних објеката који су били уништени у пређашњем грађанском рату. Цар је био приморан да поклони одређену пажњу и побољшавању транспорта. Били су направљени путеви за Феиху и Ђијаоџи. Према Хоу Хан шуу, цар је наредио и да се прокопа канал Јанг од Луо реке и тако омогући лакши транспорт, а народ из те области је од тога имао велике користи. Ипак, највеће градитељско дело цара Гуанг-вуа била је престоница.
Гуанг-ву је изабрао за престоницу Луојанг. Овај избор био је заснован и на политичким разлозима. Стратешке предности града су још за време цара Гао-цуа, оснивача династије Хан, описиване на следећи начин:
На истоку је Ченггао, планина Јао и језеро Мин су на западу, у залеђу је Хоангхо, а испред њега река Луо. Његова безбедност, дакле, у потпуности је осигурана.
Други разлог за пресељење престонице у Луојанг био је у вези са храном. У региону централног Шенсија није било довољно хране, а транспорт жита воденим путем био је прилично тежак. Ове две ствари постале су озбиљан проблем средином владавине Западног Хана. Луојанг се налазио у центру државе, па је био погоднији за вођење државних послова и транспорт робе воденим путевима. Неки чиновници су и даље сматрали да је Чанган боље место за престоницу, али је Гуанг-ву, полазећи од поменутих разлога, за свој престони град изабрао Луојанг.
Обим Луојанга био је око 13 km. Он је имао 12 капија: три на источној и западној страни, четири на јужној и две на северној страни. У јужном делу града налазила се палата, позната као Јужна палата, коју је цар изабрао за своју главну резиденцију и проширио је. Унутар градског комплекса било је и мноштво тераса, кула, летњиковаца и павиљона. Источни завод смештен у Јужној палати, коришћен је као национална библиотека. Чувено историјско дело Дунггуан Хан ђи (Ханска белешка о Источном институту) написано је управо у овом здању. Изван царског града било је више од 10 паркова и рибњака, намењених лову и рекреацији. Најчувенији су били парк Шанглин, парк Лингкун, рибњак Џуолунг и рибњак Лингџи.

## Смрт и породични живот
Цар Гуанг-ву је умро 29. марта 57. године у својој престоници Луојангу, где је и сахрањен у свом маузолеју. На престолу га је наследио син Лију Џуанг, познат као цар Минг.
Гуанг-ву је имао две супруге првог реда, Гуо Шенгтонг и Јин Лихуу. Гуо Шенгтонг је по мајци била далеки потомак династије Хан. Њен брак са царем, склопљен 25. године, био је производ политичког савеза са њеним оцем, богатим земљопоседником, који је будућем цару требало да пружи подршку у његовим претензијама. Иако је Гуанг-ву с њом имао чак пет синова, није је волео. Био је наклоњенији својој супрузи из младости, лепој Јан Лихуи, па ју је 41. године званично прогласио царицом. Гуо Шенгтонг је била свргнута са свог дотадашњег положаја, али је заједно са члановима свог клана наставила да ужива дотадашње почасти. Цар је имао бројно потомство, од кога су најзначајнији два његова сина: Лију Џуанг, син са Јин Лихуом, и Лију Јинг, син са супругом нижег реда.